# Jdi za zeleným světlem
Jdi za zeleným světlem je psychologický román českého spisovatele Edvarda Valenty z roku 1956. Jedná se o společensko-psychologický román zachycující osudy intelektuála Karla Šimona během druhé světové války. Přestože jej lze vnímat jako určitý návrat k dílům existencialismu 30. let, představuje jedinečný produkt české poválečné tvorby, neboť se vymyká dobovému uniformnímu směřování literatury.

## Vznik díla
Román je pokládán za vrchol Valentovy tvorby, jak z pohledu významu, tak pro svou uměleckou úroveň. Byl vydán až v roce 1956, i když ho Valenta napsal dříve, v době zákazu tvorby, který pro něj platil od roku 1948. Román je svým pojetím pro Valentův způsob práce typický, objevuje se v něm podrobný popis psychologie postav, s úzkým zaměřením na hlavní postavu Karla Šimona, který zkoumá jakýkoliv svůj pohyb, čin a myšlenku. Podle Evy Strohsové se tímto dílem Valenta „cele přesunul na půdu psychologického románu“. V následujících dekádě pak román vyšel ještě několikrát – podruhé v roce 1957, potřetí v roce 1958, počtvrté v roce 1965. Na páté vydání vzhledem k politické situaci čekal až do roku 1990.
Jdi za zeleným světlem je Valentovým třetím románem. Předchozí díla mají spíše charakter reportáží (Osudy polárníka Welzla), nebo vznikly na základě příběhů, které se skutečně odehrály – Druhé housle vyprávějí o Emilu Holubovi, v románu Kvas je možné nalézt podobnost s osudy Tomáše Bati. Jdi za zeleným světlem se od nich velmi výrazně odlišuje, protože zde není hlavní postavou konkrétní osoba. U postav se objevují dílčí autobiografické prvky, nejde však o zpracování životů skutečných osob. To ukazuje Valentův vývoj, kdy od prostého novinářského skládání faktů přechází ke spisovatelskému vytváření postav a míst, které v realitě neexistují. Tento přechod nicméně není dokončen, prostředí a některé postavy s reálným základem dosud pracují.

## Obsah
Děj se odehrává v době existence Protektorátu Čechy a Morava. Hlavním hrdinou je ovdovělý spisovatel a středoškolský profesor Karel Šimon, který na počátku děje odjíždí z Prahy, kde předtím působil, na vesnici. Děj je rozdělen na tři části, které se jmenují Jitru neunikneš, Lidská srdce a Úsměv.
V první části se Karel Šimon stěhuje z Prahy do vily svého přítele zubaře Krofty. S jistým časovým odstupem od příjezdu do Doliny se dozvídáme o Šimonově minulosti. Nejedná se o šťastnou minulost. První manželka zemřela kvůli nádoru, dcera spáchala sebevraždu. Druhá žena ho podváděla. Tyto nešťastné události byly hlavním důvodem, které Karla Šimona vedly k odchodu z Prahy. První část tak čtenáře seznamuje s dolinskou krajinou, místními společenskými poměry, a především s charaktery a postoji obyvatel Doliny.  
Druhá část Lidská srdce začíná velmi rozsáhlým seznámením s panem Kameníkem, ředitelem cementárny, a panem Triebswasserem, německým správcem. Syn ředitele cementárny lékař František společně se svým přítelem Fialou čeká v Drážďanech na popravu, protože vydávali falešné neschopenky. Správce Triebswasser, který je přidělen na kontrolu Kameníka a jeho cementáren, řediteli nabízí, že za opravdu vysokou částku zařídí, aby popraveni nebyli. Kameníka však netrápí pouze tento problém. Jeho manželství není šťastné. Svou ženu považuje za hloupou „pánbíčkářku” a ona ho nesnáší a odmítá ho, což tedy znamená, že tito dva lidé spolu vedou jakýkoliv život, ať už občanský nebo sexuální. K synu Františkovi si ani jeden z rodičů nevytvořil vztah. Matka ho často bila a otec se o něho víceméně nezajímal. František se snaží rodiče za jejich odcizenost nenávidět, ale dochází k závěru, že to nejde, protože proč nenávidět neznámé lidi. Otec ho posílá pracovat do lomů a cementáren, aby se seznámil s tím, co bude jednoho dne řídit. Zde se však František seznámí s inženýrem Šafránkem, který ho strhne pro ideály socialismu. František otci oznámí, že se rozhodl pro studium medicíny, a společně s přítelem Fialou odchází na studia. Poté působí oba jako lékaři, avšak uznávají zdravé dělníky za nemocné, což vede k jejich zatčení a odsouzení k trestu smrti.
Ředitel Kameník je navíc zamilován do vdovy Steinové, protože ta je úplně jiná než jeho manželka. Ta ale začíná tíhnout k Šimonovi, se kterým nakonec naváže intimní vztah. Ten však je přerušen „zázračným” návratem jejího manžela, který kvůli svému židovskému původu zinscenoval sebevraždu a skrýval se v blízkých skalách. Navíc za Šimonem přijíždí švagrová Eliška, která mu oznamuje, že jeho bratr Emil byl zatčen za poměr s židovskou dívkou.
Třetí část Úsměv začíná pohřbem Kameníkovy ženy. Kameník místo smutku ihned nabízí manželství vdově Steinové, která mu odhalí celou pravdu o svém manželovi. Šimon po několika letech vidí svou druhou ženu Blanku, a to u rozvodu. Do Doliny za ním přijíždí švagrová, protože její muž byl popraven a v Šimonovi se probouzí city vůči ní, která tam vždy byly. Zatím své city k ní skrývá. V lesích kolem Doliny se objevují ruští vojáci. Šimon se stává aktivním a zapojuje se do odboje. Kromě toho, že ho podporuje finančně, tak ukrývá ještě nemocnou ruskou partyzánku. Vypjatá situace navíc odhalí, opětovanou lásku švagrové Elišky k Šimonovi. Ta mu nakonec také prozradí, že milencem jeho druhé ženy Blanky byl jeho bratr Emil.
Válka je u konce. Na Dolinu, žijící již ve vítězné euforii, však zaútočí ustupující německé jednotky, jejichž vinou umírá advokát Stein, který tak ironií osudu přežije celou válku v úkrytu a teprve po jejím konci nachází smrt, a také Karel Šimon, který je zastřelen.

### Téma
Stěžejním tématem románu je okupace a konec druhé světové války. Dále v díle nalezneme motiv pasivního hrdiny, který ale skrz svůj životní příběh dojde změny a stane se aktivním. Již samotný název poukazuje na cestu Karla Šimona, cestu za nadějí. V textu hojně nalézáme také reflexivní úvahy o ženách, hrdinství a odvaze. Další úvahy se zaměřují na válku a hitlerovský kult. Mimo úvahy také nalézáme filozofické disputace o smyslu lidského konání, o smrti a pojetí času. V díle se mimo jiné objevují i úvahy o socialistické budoucnosti, jejichž propagace však není hlavním cílem tohoto díla. Podle Milana Suchomela náleží dílo tematicky, svým zachycením lidské snahy „smysluplně se integrovat do jsoucího světa“, moderní době, avšak způsob vyprávění hodnotí jako tradiční.

### Postavy
Hlavní hrdina, profesor, spisovatel, amatérský malíř a šachista, Karel Šimon uniká do malé vesničky Dolina před svým strastiplným osudem. První pokus o spokojenou rodinu totiž nevyšel – první manželka zemřela na mozkový nádor a dcera spáchala sebevraždu „polovičním“ utopením na zamrzlém jezeře, kdy vysekala do ledu díru a vrchní polovinu svého těla ponořila do studené vody. Ani druhý pokus nebyl na vytvoření rodinné idylky neslavil úspěchy, protože svoji druhou ženu přistihl se svým bratrem, identitu svého bratra, ale zjišťuje až o několik let později. Vlivem těchto událostí se Karel Šimon mění v samotáře skrývajícího city, který neustále reflektuje svoje jednání. Tento jeho stav způsobený životními událostmi se radikálně mění díky obyvatelům Doliny. Stává se člověkem, jenž aktivně podporuje odboj projevuje svoje city. Záhy po této změně ale nachází smrt, která přichází naprosto nečekaně a ukončuje děj příběhu. Do tří dílů románu jsou „vepsány“ dvá Šimonovy vývojové stupně – přičemž první stupeň vrcholí v rezignaci na uměleckou tvorbu, druhý ve smrti.
Šimon se setkává s řadou postav, přičemž každá má v podrobně vyprávěném ději přesně vymezené místo a funkci. Zvláštností je, že žádná z postav, s výjimkou postavy Šimona, se v průběhu děje nevyvíjí. Mezi hlavním hrdinou a autorem nalézáme několik paralel, jako například shodný průběh hrdinovy i Valentovy nemoci, která se projevovala ztrátou rovnováhy a nevolnosti. Dalším shodným znakem je několikaletý pobyt na venkově za okupace, v případě autora jde o ves Voznice u Dobříše, u Karla Šimona o ves Dolina, kdy se Voznice stala její předlohou. Autor také na vypravěče přenáší vlastní metody psaní – zejména zálibu v rozsáhlých popisech a poctivé realistické snaze bez kulminace tematických protikladů ve zřetelných vrcholech. 
Příběh sleduje Šimonovu proměnu, kterou Sylva Bartůšková ve Slovníku českého románu 1945–1991 definuje takto: „...V průběhu děje dochází k proměně „zbytečného člověka”, bojácného introvertního slabocha v mravně hodnotného jedince, který reviduje svůj dosavadní divácký vztah k životu účastí na osudech druhých a podílem na zápasu proti fašismu...”
Dalšími postavami jsou:
- Marie Šimonová – první žena Karla Šimona
- Márinka Šimonová – dcera Karla a Marie Šimonových
- Blanka Šimonová – druhá žena Karla Šimona
- Emil Šimon – mladší bratr Karla Šimona
- Eliška Šimonová – manželka Emila Šimona, později láska a láskou Karla Šimona
- Dřevorubec Fiala, zubař Krofta, hostinský Pohořelý, hajný Karhan, doktor Sehnoutka, domněle mrtvý advokát Stein, vdova Steinová, domovník Kozák, ředitel cementárny Kameník apod.

## Filmová adaptace
V roce 1968 natočil režisér Pavel Blumenfeld stejnojmenný film. V hlavních rolích Ladislav Lakomý, Otakar Dadák, Josef Karlík, Karel Augusta, Jaroslav Dufek.